# NGC 7362
NGC 7362 ist eine Elliptische Galaxie vom Hubble-Typ E3 im Sternbild Pegasus am Nordsternhimmel. Sie ist schätzungsweise 340 Millionen Lichtjahre von der Milchstraße entfernt und hat einen Durchmesser von etwa 110.000 Lichtjahren.
Das Objekt wurde am 2. September 1886 von Lewis Swift entdeckt.